# Des Hundes Not

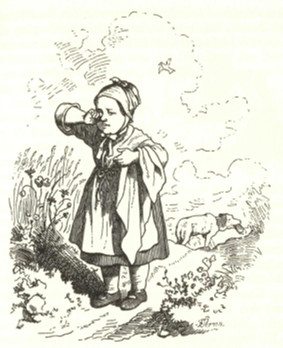
Holzschnitt, Ludwig Richter

Des Hundes Not ist ein Tiermärchen (AaTh 1*, 223). Es steht in Ludwig Bechsteins Deutsches Märchenbuch an Stelle 48 (1845 Nr. 55) und stammt aus Johann Nepomuk Graf Majláths und Johann Paul Köffingers Koloczaer Codex altdeutscher Gedichte von 1817.

## Inhalt

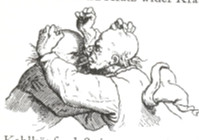
Holzschnitt, Ludwig Richter

Die Lerche verhilft dem Hund zu Futter, indem sie das Kind foppt und er frisst dessen Brot. Sie setzt sich zwei Dreschern nacheinander auf die Glatzen, dass sie sich raufen. Vor Lachen fällt der Hund zu ihnen herab und wird verhauen. Er will einen Arzt, die Lerche holt den Wolf, da flieht der Hund.

## Herkunft
Bechstein nennt ein mittelhochdeutsches Schwankgedicht im Koloczaer Codex. Vgl. Grimms Der Hund und der Sperling.